# Thomas Kibble Hervey
Pour les articles homonymes, voir Thomas Hervey et Hervey.
Thomas Kibble Hervey (4 février 1799 - 27 février 1859) est un poète et critique d'origine écossaise. Il devient rédacteur en chef de l'Athenaeum, l'un des principaux magazines littéraires britanniques du XIXe siècle.

## Jeunesse
Thomas Kibble Hervey est né à Paisley, dans le Renfrewshire, en Écosse, et grandit à Manchester, en Angleterre, à partir de 1802 ou 1803, où il fait ses études à la Manchester Grammar School. Il entre au Caius College de Cambridge en 1822, mais part au Trinity College l'année suivante. Il est stagiaire dans un cabinet d'avocats de Manchester et étudie pour le barreau, mais n'est pas appelé.

## Travail littéraire
Pendant son séjour à Cambridge, il entame une longue carrière en tant que principal contributeur à l’Athenaeum en 1828 et publie Australia, a Poem (1824) et Prometheus (1832). Il édite plus tard Friendship's Offering (1826–1827) et The Amaranth (1839), contribue aux annuaires et édite l'Athenaeum (23 mai 1846 - décembre 1853). Ses autres œuvres comprennent The Poetical Sketch Book (1829), The Autobiography of Jack Ketch, The Book of Christmas (1836, réimprimé jusqu'en 1888 et illustré par Robert Seymour,) et English Helicon (1841).

## Mariage et mort
Le 17 octobre 1843, Hervey épouse Eleanora Louisa Montagu (1811–1903), dramaturge, auteur et poète, qui est la fille de George Conway Montagu de Lackham, Wiltshire. Le couple a un fils, Frederick Robert James.
Hervey est mort à Haverstock Hill, Londres, Angleterre en 1859 et est enterré du côté ouest du cimetière de Highgate. Sa tombe (no.9443) n'a plus de pierre tombale ou de marqueur.
Une nécrologie du Gentlemen's Magazine critique son travail, affirmant qu'il était « caractérisé par une causticité de censure et un excès d'éloges, à peine digne d'un journal de haut niveau ». Les poèmes de TK Hervey ont été édités par sa femme avec un mémoire (1866).